# 胡志明頌
《胡志明頌》（The Ballad of Ho Chi Minh），或譯為《胡志明之歌》，是英國創作歌手伊万·麥科爾為紀念越南共產黨政權領導者胡志明而創作的民歌。創作於1954年左右，並得到了廣泛的流傳。

## 創作概況
在夜間聽到法國失守奠邊府（1954年5月7日）的伊万·麥科爾告訴他的友人道：「為什麼如此有意義的勝戰會發生在越南，而不是在其他的殖民地？最近，我一直在讀你的書，包括東方歷史學教授和法國的一些文章，意大利……讚美二十世紀的偉大人物。這是身為領袖的胡志明伯伯要帶領越南人民取得奠邊府的傑出勝利。」看完書後，從藝術中找到對胡志明相關創做的靈感，他解釋了這首歌的節奏民歌曲調的同時也體現出越南人民的情感。這首歌後來被迅速在越南各地流傳，及法國和其他地區的反戰活動。歌詞後來被翻譯成多國語言，傳遍世界。

## 外部連結
- BH015 - Bài Ca Hồ Chí Minh - Ewan MacColl（YouTube） （页面存档备份，存于）